# Copa Mundial de Voleibol Femenino de 1999
La Copa Mundial de Voleibol Femenino de 1999 se celebró en las ciudades de Japón; Tokio, Kagoshima, Nagoya, Toyama, Sapporo, Sendai y Osaka del 2 de noviembre hasta el 16 de noviembre de 1999.
Mediante este torneo se otorgaron a los tres primeros puestos cupos para Los Juegos Olímpicos de Sídney 2000.

## Equipos participantes
- Japón — Anfitrión
- Túnez — Campeón Africano
- China — Campeón Asiático
- Rusia — Campeón Europeo
- Cuba — Campeón NORCECA
- Brasil — Campeón Sudamericano
- Corea del Sur — Subcampeón Asiático
- Croacia — Subcampeón Europeo
- Estados Unidos — Subcampeón NORCECA
- Argentina — Subcampeón Sudamericano
- Italia — Comodin
- Perú — Comodin

## Partidos

### Sitio A
- Lugar: Yoyogi National Gymnasium en Tokio
  - Martes 2 de noviembre

|                |       |        |                         |  |
| Estados Unidos | 0 – 3 | Rusia  | 20-25 17-25 19-25       |  |
| Corea del Sur  | 3 – 0 | Italia | 25-23 25-12 25-19       |  |
| Argentina      | 1 – 3 | Japón  | 25-23 15-25 13-25 19-25 |  |

- - Miércoles 3 de noviembre

|        |       |                |                               |  |
| Rusia  | 3 – 1 | Corea del Sur  | 25-16 25-20 23-25 25-23       |  |
| Italia | 3 – 1 | Argentina      | 22-25 25-14 25-19 25-09       |  |
| Japón  | 3 – 2 | Estados Unidos | 20-25 23-25 25-23 25-17 15-13 |  |

- - Jueves 4 de noviembre

|                |       |           |                   |  |
| Estados Unidos | 3 – 0 | Argentina | 27-25 25-22 25-17 |  |
| Italia         | 0 – 3 | Rusia     | 22-25 25-27 23-25 |  |
| Corea del Sur  | 3 – 0 | Japón     | 25-17 25-19 25-19 |  |

### Sitio B
- Lugar: Kagoshima Arena in Kagoshima
  - Martes 2 de noviembre

|         |       |        |                         |  |
| Croacia | 0 – 3 | Brasil | 21-25 16-25 22-25       |  |
| Túnez   | 0 – 3 | Cuba   | 13-25 08-25 08-25       |  |
| Perú    | 1 – 3 | China  | 29-27 15-25 20-25 18-25 |  |

- - Miércoles 3 de noviembre

|         |       |       |                         |  |
| Brasil  | 3 – 0 | Perú  | 25-17 25-15 25-16       |  |
| Croacia | 3 – 0 | Túnez | 25-07 25-15 25-10       |  |
| Cuba    | 3 – 1 | China | 27-25 25-18 21-25 25-21 |  |

- - Jueves 4 de noviembre

|       |       |         |                         |  |
| Cuba  | 3 – 0 | Brasil  | 29-27 25-21 25-14       |  |
| Perú  | 1 – 3 | Croacia | 18-25 21-25 25-22 23-25 |  |
| Túnez | 0 – 3 | China   | 09-25 12-25 17-25       |  |

## Segunda ronda

### Sitio A
- Lugar: Nagoya Rainbow Hall in Nagoya
  - Sábado 6 de noviembre

|               |       |                |                               |  |
| Corea del Sur | 3 – 2 | Estados Unidos | 16-25 25-13 25-20 24-26 18-16 |  |
| Rusia         | 3 – 1 | Argentina      | 25-12 25-19 31-33 25-14       |  |
| Japón         | 3 – 2 | Italia         | 18-25 25-16 25-23 21-25 15-11 |  |

- - Domingo 7 de noviembre

|                |       |               |                         |  |
| Argentina      | 0 – 3 | Corea del Sur | 19-25 20-25 21-25       |  |
| Estados Unidos | 0 – 3 | Italia        | 21-25 21-25 19-25       |  |
| Japón          | 0 – 3 | Rusia         | 15-25 25-22 23-25 18-25 |  |

### Sitio B
- Lugar: Sendai City Gymnasium in Sendai
  - Sábado 6 de noviembre

|        |       |         |                         |  |
| Brasil | 3 – 1 | China   | 23-25 25-16 25-22 25-23 |  |
| Perú   | 3 – 0 | Túnez   | 25-17 25-11 25-15       |  |
| Cuba   | 3 – 1 | Croacia | 25-20 25-19 21-25 28-26 |  |

- - Domingo 7 de noviembre

|         |       |        |                   |  |
| Túnez   | 0 – 3 | Brasil | 10-25 14-25 16-25 |  |
| Cuba    | 3 – 0 | Perú   | 25-19 25-23 25-18 |  |
| Croacia | 0 – 3 | China  | 22-25 25-27 24-26 |  |

## Tercera ronda

### Sitio A
- Lugar: Hokkaido Prefectural Sports Center in Sendai
  - Miércoles 10 de noviembre

|        |       |         |                         |  |
| Perú   | 0 – 3 | Rusia   | 19-25 17-25 21-25       |  |
| Italia | 3 – 0 | Túnez   | 25-11 25-13 25-03       |  |
| Japón  | 3 – 1 | Croacia | 27-25 25-19 34-36 25-22 |  |

- - Jueves 11 de noviembre

|        |       |         |                         |  |
| Rusia  | 3 – 0 | Túnez   | 25-13 25-18 25-12       |  |
| Italia | 3 – 1 | Croacia | 25-23 25-19 18-25 25-23 |  |
| Japón  | 3 – 0 | Perú    | 25-22 25-19 25-13       |  |

- - Viernes 12 de noviembre

|        |       |         |                         |  |
| Rusia  | 3 – 0 | Croacia | 25-22 25-10 25-17       |  |
| Italia | 3 – 1 | Perú    | 25-17 25-14 23-25 25-15 |  |
| Japón  | 3 – 0 | Túnez   | 25-10 25-12 25-12       |  |

### Sitio B
- Lugar: Toyama City Gymnasium in Kanazawa
  - Miércoles 10 de noviembre

|        |       |                |                         |  |
| Brasil | 3 – 0 | Argentina      | 25-22 25-15 25-17       |  |
| Cuba   | 3 – 1 | Corea del Sur  | 19-25 35-33 25-19 25-15 |  |
| China  | 3 – 0 | Estados Unidos | 29-27 25-23 25-18       |  |

- - Jueves 11 de noviembre

|        |       |                |                         |  |
| Brasil | 3 – 1 | Estados Unidos | 25-19 20-25 25-15 25-14 |  |
| Cuba   | 3 – 0 | Argentina      | 25-14 25-18 25-14       |  |
| China  | 3 – 0 | Corea del Sur  | 25-23 25-22 25-16       |  |

- - Viernes 12 de noviembre

|        |       |                |                         |  |
| Brasil | 3 – 0 | Corea del Sur  | 25-21 25-23 25-12       |  |
| Cuba   | 3 – 1 | Estados Unidos | 25-12 26-24 21-25 25-13 |  |
| China  | 3 – 0 | Argentina      | 25-17 25-15 25-16       |  |

## Cuarta ronda

### Sitio A
- Lugar: Namihaya Dome in Nagoya
  - Domingo 14 de noviembre

|        |       |        |                         |  |
| Italia | 0 – 3 | Brasil | 22-25 12-25 17-25       |  |
| China  | 1 – 3 | Rusia  | 23-25 25-15 25-13 25-17 |  |
| Japón  | 0 – 3 | Cuba   | 23-25 14-25 17-25       |  |

- - Lunes 15 de noviembre

|        |       |       |                               |  |
| Brasil | 2 – 3 | Rusia | 25-21 20-25 17-25 25-22 09-15 |  |
| Italia | 1 – 3 | Cuba  | 17-25 21-25 25-17 17-25       |  |
| Japón  | 3 – 0 | China | 25-17 25-22 25-18             |  |

- - Martes 16 de noviembre

|       |       |        |                         |  |
| Rusia | 0 – 3 | Cuba   | 19-25 15-25 19-25       |  |
| China | 3 – 1 | Italia | 25-20 26-24 18-25 25-21 |  |
| Japón | 0 – 3 | Brasil | 22-25 11-25 20-25       |  |

### Sitio B
- Lugar: Osaka Prefectural Gymnasium in Osaka
- Domingo 14 de noviembre

|               |       |                |                               |  |
| Perú          | 2 – 3 | Estados Unidos | 25-22 22-25 27-29 25-17 12-15 |  |
| Argentina     | 3 – 0 | Túnez          | 25-09 25-23 25-11             |  |
| Corea del Sur | 3 – 0 | Croacia        | 25-20 25-20 25-22             |  |

- - Lunes 15 de noviembre

|               |       |                |                               |  |
| Croacia       | 3 – 2 | Estados Unidos | 19-25 19-25 25-21 25-20 15-08 |  |
| Perú          | 3 – 0 | Argentina      | 25-16 25-18 25-20             |  |
| Corea del Sur | 3 – 0 | Túnez          | 25-08 25-14 25-12             |  |

- - Martes 16 de noviembre

|                |       |           |                   |  |
| Estados Unidos | 3 – 0 | Túnez     | 25-13 25-11 25-13 |  |
| Croacia        | 3 – 0 | Argentina | 25-22 25-22 25-22 |  |
| Corea del Sur  | 3 – 0 | Perú      | 25-18 25-15 25-20 |  |

## Posiciones Finales
| Place | Team           |
| ----- | -------------- |
| 1.    | Cuba           |
| 2.    | Rusia          |
| 3.    | Brasil         |
| 4.    | Corea del Sur  |
| 5.    | China          |
| 6.    | Japón          |
| 7.    | Italia         |
| 8.    | Croacia        |
| 9.    | Estados Unidos |
| 10.   | Perú           |
| 11.   | Argentina      |
| 12.   | Túnez          |

- Cuba, Rusia y Brasil clasifican a los Juegos Olímpicos de Sídney 2000

- Datos: Q1968099